# Administracja wojskowa

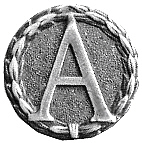
Polska korpusówka administracji wojskowej

Administracja wojskowa – określenie, które może odnosić się do:
1. działalności instytucji wojskowych w okresie pokoju obejmującej wszystkie sprawy sił zbrojnych, poza dowodzeniem i szkoleniem, a także wszystkie czynności mające na celu zapewnienie siłom zbrojnym tego, co jest im potrzebne, by mogły sprawnie wypełniać swoje zadaniami;
2. dziedziny nauki wojennej, której obiektem badań jest organizacja, skład, uzupełnianie i mobilizację sił zbrojnych, a także kwestie służby i bytowania wojsk;
3. w czasie wojny – do kierownictwa wojskowego na nieprzyjacielskim terenie, opanowanym lub okupowanym[1].